# عیدهافوشی
عیدهافوشی (به لاتین: Eydhafushi) یک منطقهٔ مسکونی در مالدیو است. عیدهافوشی ۲٬۵۳۰ نفر جمعیت دارد.